# Mono Puff
Mono Puff ist eine US-amerikanische Alternative-Band, Solo-Projekt von John Flansburgh, einem der beiden Gründungsmitglieder der Band They Might Be Giants.
Auch bekannt als John Flansburgh's Mono Puff.

## Diskografie

### Alben
- Unsupervised (1996)
- It's Fun To Steal (1998)

### EPs
- John Flansburgh's Mono Puff (1995)
- The Hal Cragin Years (1996)
- The Steve Calhoon Years (1996)
- The Devil Went Down To Newport (1998)